# Đá Phật Tự
Đá Phật Tự là một rạn san hô thuộc cụm Bình Nguyên của quần đảo Trường Sa. Đá này cách bãi Hải Sâm 29,3 hải lý (54,3 km) về phía đông nam.
Đá Phật Tự là đối tượng tranh chấp giữa Việt Nam, Đài Loan, Philippines và Trung Quốc. Hiện chưa rõ nước nào kiểm soát đá này.
- Tên gọi: đá Phật Tự; tiếng Anh: Hardy Reef; tiếng Filipino: Sakay; tiếng Trung: 半路礁; bính âm: Bànlù jiāo, Hán-Việt: Bán Lộ tiêu.
- Đặc điểm: có một dải cát hẹp nổi lên ở giữa.[3]